# Webbinellinae
Webbinellinae es una subfamilia de foraminíferos bentónicos de la familia Polymorphinidae, de la superfamilia Polymorphinoidea, del suborden Lagenina y del orden Lagenida. Su rango cronoestratigráfico abarca desde el Jurásico inferior hasta la Actualidad.

## Discusión
Clasificaciones previas incluían Webbinellinae en la superfamilia Nodosarioidea.

## Clasificación
Webbinellinae incluye a los siguientes géneros:
- Bullopora †
- Histopomphus †
- Vitriwebbina †
- Webbinella

Otros géneros considerados en Webbinellinae son:
- Arperneroum †, aceptado como Bullopora
- Lingulopyrulinoides, aceptado como Webbinella
- Placopsum †, aceptado como Bullopora